# Aéroport de Rumjatar
L'aéroport de Rumjatar (code IATA : RUM • code OACI : VNRT) est un aéroport desservant le village de Rumjatar dans le district d'Okhaldhunga.

## Installations
Il possède une unique piste de 549 mètres de long.

## Situation
L'aéroport se situe à 1 372 mètres d'altitude. 
| \| 100 km1:3 095 000 \| Bajura Bhadrapur Bhâratpur Bhojpur Biratnagar Dhangadhi Dolpa Janakpur Jomsom Jumla Katmandou Lamidanda Lukla Manang Meghauli Nepalganj Phaplu Pokhara Ramechhap Rukumkot Rumjatar Simara Siddharthanagar Simikot Surkhet Talcha Taplejung Thamkharka Tumlingtar Dang |
| 100 km1:3 095 000 |

## Compagnies et destinations
| Compagnies     | Destinations                           |
| -------------- | -------------------------------------- |
| Nepal Airlines | Katmandou-Tribhuvan , Lukla T. Hillary |
| Tara Air       | Katmandou-Tribhuvan                    |